# متحف أتاتورك
متحف أتاتورك (بالتركية: Atatürk Müzesi)‏ هو متحف في استنبول. تتمركز محتوياته حول حياة مصطفى كمال أتاتورك.